# Adelheid von Turin
Adelheid von Turin (* zwischen 1047 und 1053; † Anfang 1079 auf der Festung Hohentwiel) war eine Tochter des Grafen Otto von Savoyen und der Adelheid von Susa, sowie die Schwester der Königin Bertha, der Ehefrau von Kaiser Heinrich IV. Sie wird allgemein als jüngere Schwester Berthas angesehen, was bedeuten würde, dass sie nicht vor 1052 geboren sein kann.
Nach den Europäischen Stammtafeln war Adelheid mit Guigues I. Comte d’Albon verheiratet. Sie wäre dann Herrin derjenigen Grafschaft gewesen, die als die einzige gilt, die ihre Mutter als Witwe nicht unter ihrer Herrschaft halten konnte. Dies ist aber extrem unwahrscheinlich, da Adelheid zwischen 1060 und 1062, also im Alter von wahrscheinlich nicht mehr als zehn Jahren, Rudolf von Rheinfelden, den Herzog von Schwaben, heiratete. Gänzlich ausgeschlossen ist, dass sie die Mutter von Guigues Söhnen war, da der jüngere der beiden bereits 1025 geboren wurde.
Mit Rudolf hatte Adelheid drei Töchter. Die älteste dürfte Agnes sein, die 1079 Berthold von Zähringen heiratete und vermutlich ein Jahr später ihr erstes eigenes Kind zur Welt brachte. (Die Tochter Adelheid heiratete zwar schon 1077, bekam ihr erstes Kind wahrscheinlich aber erst 1088, was auf eine politisch motivierte Kinderehe hindeutet, die zunächst nicht vollzogen wurde.) Die Frage, ob Adelheid auch die Mutter von Rudolfs Nachfolger Berthold von Rheinfelden ist, ist umstritten und wird allgemein eher verneint.
1069 wurde Adelheid von ihrem Mann wegen eines angeblichen Ehebruchs mit Werner von Habsburg verstoßen. Papst Alexander II. ließ die Angelegenheit jedoch untersuchen, was dazu führte, dass Adelheid 1071 rehabilitiert und von ihrem Gatten wieder angenommen wurde.
Bemerkenswert ist hierbei der zeitgleiche Versuch Heinrichs des IV., die Ehe mit Adelheids Schwester Bertha annullieren zu lassen.
1077 erklärte eine Fürstenopposition in Deutschland den vom Papst gebannten König Heinrich IV. für abgesetzt und wählte Rudolf von Rheinfelden zum Gegenkönig. Dies hatte einen Bürgerkrieg zur Folge. In diesem soll Adelheid teilweise in Schwaben und Burgund als Stellvertreterin ihres Mannes fungiert haben und Burgen gegen den Ansturm der Feinde gehalten haben.

## Kinder
- Agnes * um 1065, verheiratet mit Berthold II. von Zähringen, Herzog von Schwaben
- Adelheid, verheiratet mit Ladislaus dem Heiligen von Ungarn
- Bertha, Gräfin von Kellmünz, gest. 1133, verheiratet mit Ulrich X. von Bregenz
- umstritten: Berthold von Rheinfelden